# Kurt Urbanek
Kurt Urbanek (ur. 10 października 1884 w Nysie, zm. 14 kwietnia 1973 we Frankfurcie nad Menem) – polityk niemiecki.
Członek Niemieckiej Partii Demokratycznej (DDP) oraz burmistrz Rozbarku (dziś dzielnica Bytomia). Finansował czasopismo „Wola Ludu - Der Wille des Volkes". Niemiecki komisarz plebiscytowy na Górnym Śląsku (niem. Volksabstimmung in Oberschlesien) w latach 1919-1921.
W latach 1922–33 pełnił funkcję starosty powiatu bytomsko-tarnogórskiego (Landkreis Beuthen-Tarnowitz, oficjalnie z siedzibą w Tarnowskich Górach) w obrębie prowincji górnośląskiej. 